# (5124) Muraoka
(5124) Muraoka es un asteroide perteneciente al cinturón de asteroides, descubierto el 4 de febrero de 1989 por Tsutomu Seki desde el Observatorio de Geisei, Geisei, Japón.

## Designación y nombre
Designado provisionalmente como 1989 CW. Fue nombrado Muraoka en honor al astrónomo japonés Kenji Muraoka, juega un importante papel en el cálculo de órbitas de los cometas.

## Características orbitales
Muraoka está situado a una distancia media del Sol de 2,264 ua, pudiendo alejarse hasta 2,444 ua y acercarse hasta 2,083 ua. Su excentricidad es 0,079 y la inclinación orbital 0,876 grados. Emplea 1244,52 días en completar una órbita alrededor del Sol.

## Características físicas
La magnitud absoluta de Muraoka es 13,7. Tiene 4 km de diámetro y su albedo se estima en 0,281.